# ГЕС Nore I

Водосховище Halnefjorden

ГЕС Нуре I (норв. Nore I) — гідроелектростанція у південній частині Норвегії, за 100 км на північний захід від Осло. Знаходячись між малою ГЕС Pålsbu (6,2 МВт, вище по течії) та ГЕС Nore II, входить до складу каскаду на річці Нумедалслоген, яка у місті Ларвік впадає до затоки Богус (протока Скагеррак).

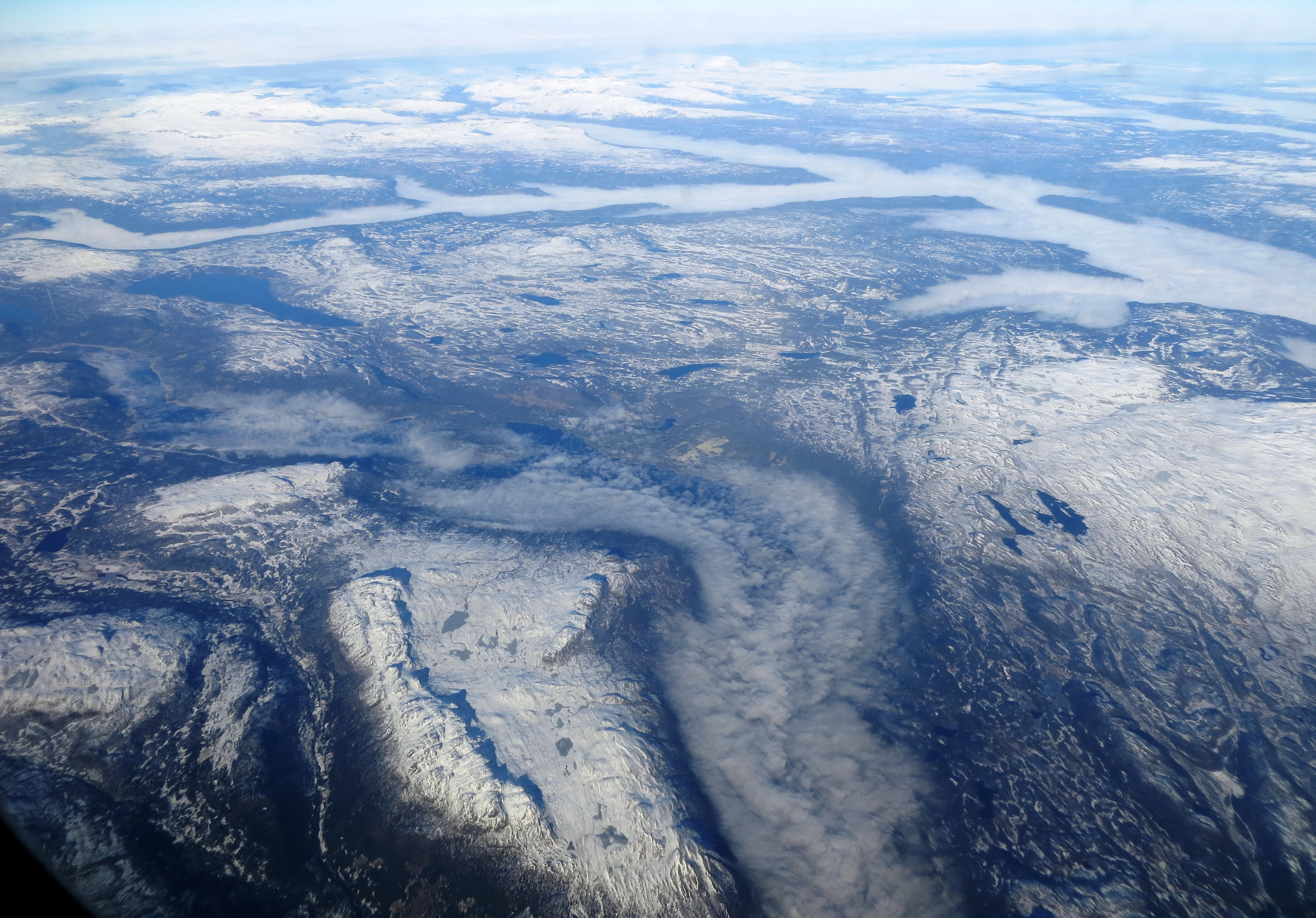
Головне водосховище — Tunhovdfjorden

Система збору ресурсу для станції розвивалась кілька десятків років, та наразі включає:
- розташоване на Нумедалслоген водосховище Tunhovdfjorden, яке з'явилось за кілька років до появи самої станції — у 1915—1920 рр. річку перекрили бетонною гравітаційною греблею, яку в 1966-му замінили на кам'яно-накидну споруду висотою 37 м та довжиною 275 м (при цьому стару греблю поглинула нова). Це забезпечує коливання рівня поверхні між позначками 716 та 734 метри НРМ, чому відповідає корисний об'єм у 352 млн м³.[3][4] У 1969-му організували подачу до Tunhovdfjorden додаткового ресурсу із річок Смодель (Smådøl, ліва притока Увдалсельве (Uvdalselve), що своєю чергою впадає праворуч до Нумедалслоген), Екта (Økta) та Боргеой (Borgeåi; ліві притоки Нумедалслоген). Першу з них з'єднали зі сховищем тунелем довжиною біля 4 км, тоді як від Екти проклали короткий тунель до малої притоки Боргеой, а вже від останньої до Tunhovdfjorden прямує тунель довжиною біля 4,5 км. Водозабірні споруди дають змогу регулювати рівень води в діапазоні 2,6 (Smådøl), 2,5 (Økta) та 1,7 (Borgeåi) метра.[4]

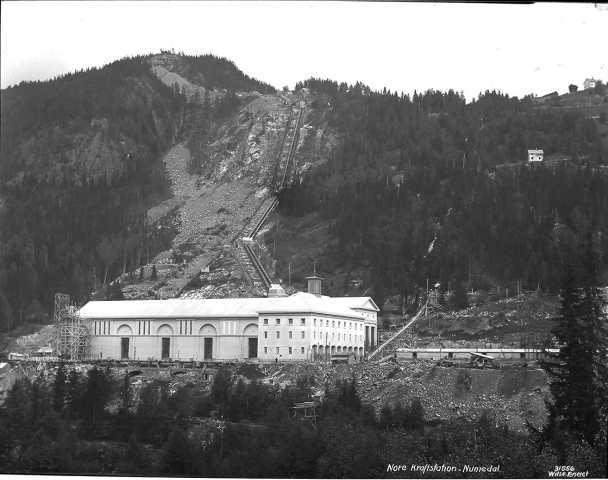
Станція у 1927-му - за рік до запуску

- створене на Нумедалслоген безпосередньо вище за Tunhovdfjorden водосховище Pålsbufjorden. В 1927-му тут завершили тунель довжиною 1,2 км з перетином 12 м2, який дозволяє здреновувати водойму нижче природного рівня на 11,5 метра. А у 1946-му стала до ладу гребля висотою 20 метрів та довжиною 632 метри, виконана як platedam — подальший розвиток контрфорсної греблі, в якій контрфорси накриті похилою залізобетонною плитою, а утворений таким чином внутрішній простір заповнений більш дешевим матеріалом (у випадку Pålsbu — камінням та гравієм). Це дало змогу підняти рівень води на 12,5 метра, завдяки чому загальне коливання поверхні відбувається між позначками 725 та 749 метрів НРМ, чому відповідає корисний об'єм у 290 млн м3.[5][6][7][4] У 2007 році при греблі запустили в роботу зазначену вище малу ГЕС Pålsbu. А на початку 2010-х реалізували проект виділення північно-західної частини сховища, яка носить назву Rødtjennan. Ця затока виникла в долині лівої притоки Нумедалслоген річки Rambergai і при роботі сховища в звичайному режимі повністю осушується. З метою підтримки біосфери, яка розвинулась у Rødtjennan, звели відсічну греблю, виконану як кам'яно-накидна споруда висотою до 10 метрів, довжиною 385 метрів та шириною по гребеню 7 метрів. Вона потребувала 33 тис. м3 матеріалу та утримуватиме в Rødtjennan воду на рівні не нижче 745 метрів НРМ (лише на 4 метри менше за максимальний рівень у Pålsbufjorden).[8]

 — водосховище Halnefjorden, створене у сточищі Helnelvi, лівої притоки Нумедалслоген. Восени 1940-го (тобто вже під час німецької окупації, яка тривала до завершення Другої Світової війни) тут спорудили тимчасову греблю, котра підняла рівень води на 2 метри. Крім того, випускний тунель дозволяє здреновувати водойму на 2 метри нижче природного рівня. Разом це дає водосховище з припустимим коливанням поверхні між 1125 та 1129 метрів НРМ та корисним об'ємом 45 млн м3. В подальшому тимчасову греблю замінила бетонна гравітаційна споруда довжиною 74 метри.
Крім сховищ у сточищі Нумедалслоген, вирішили залучити ресурс з басейну фіорду Eidfjorden (затока, розташована у глибині Хардангер-фіорду). Тут створили деривацію зі сточища одразу двох річок — Bjoreio та Veig, які бік у бік впадають до озера Eidfjordvatnet, котре вже дренується короткою протокою в Eidfjorden. Враховуючи плаский характер водорозділу, перекидання ресурсу не потребувало спорудження тунелів, замість цього:
- прорили канал довжиною 1,5 км та шириною по дну 22 метри від озера Tinnhylen (у верхів'ї Bjoreio) на схід до озера Bakkatjern, яке знаходиться у верхів'ях Djupo, лівої притоки Нумедалслоген. На виході з самого Tinnhylen у 1942-му звели тимчасову дерев'яну греблю — bukkedam (поширена раніше в Норвегії споруда, котра має похилену в бік нижнього б'єфу площину, підтримувану поставленими під кутом численними розпорками). Первісно вона розраховувалась на 5 років, проте була замінена постійною лише у другій половині 1950-х;[5][9]

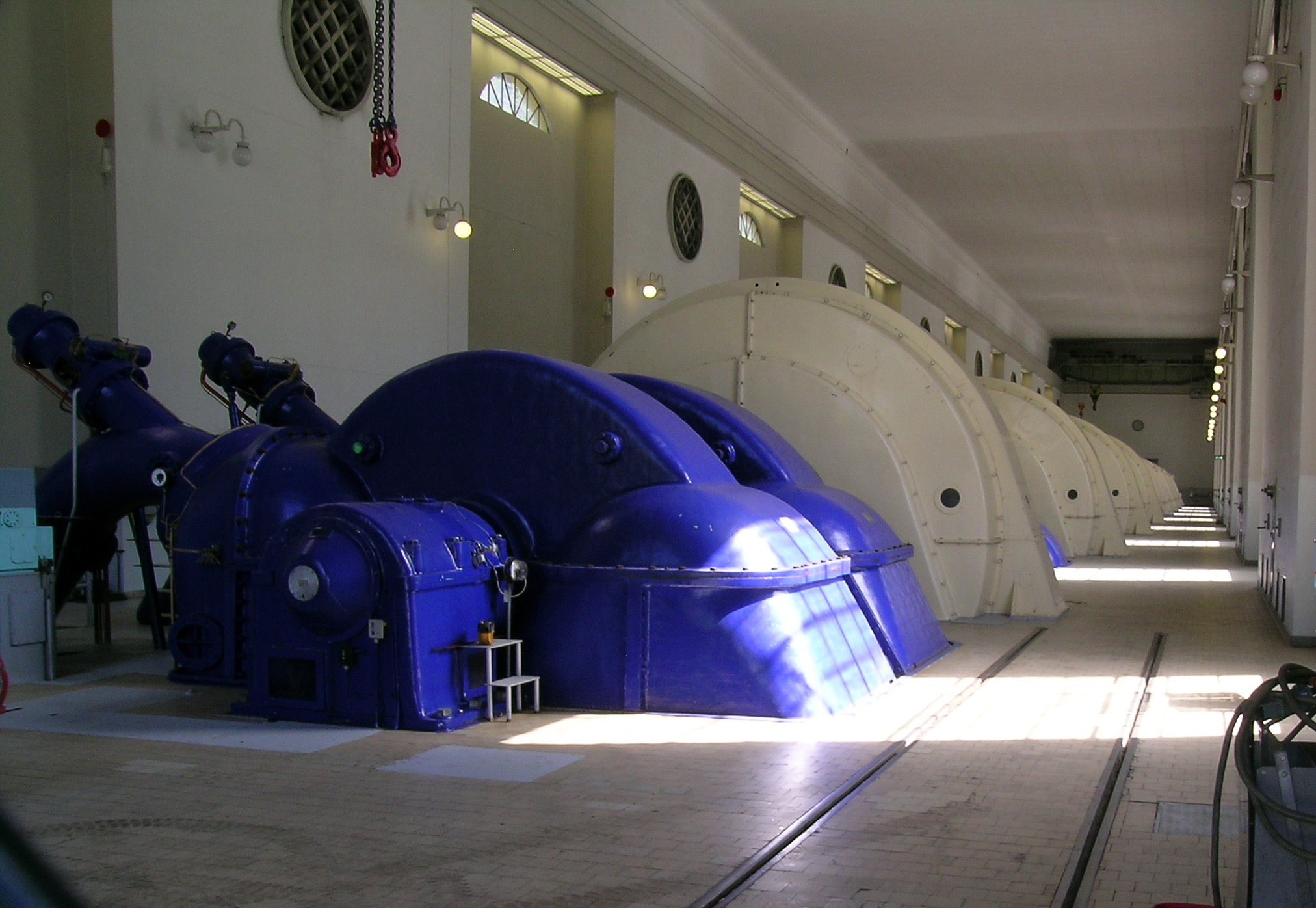
Машинний зал станції

- звели невелику (довжина трохи більше за десяток метрів) споруду в руслі Olavsdalselva, верхньої течії річки Veig. Це дало змогу створити певний підпір та організувати передачу ресурсу до верхів'я Нумендалслаген (озера Heisantjoma). Деривація з Viersla (Veig) запрацювала у 1952 році.[10]

Від Tunhovdfjorden через правобережний гірський масив прямує головний дериваційний тунель довжиною 5,2 км з перетином 42 м2. Від початку його продовжували прокладені по схилу гори напірні водоводи довжиною біля 0,8 км, але у 1994-му їх замінили на пробиту в горі напірну шахту. В підсумку ресурс потрапляє до наземного машинного залу, розташованого на північному березі сховища Rødbergdammen (створене на згаданій вище правій притоці Нумедалслоген річці Uvdalselve).

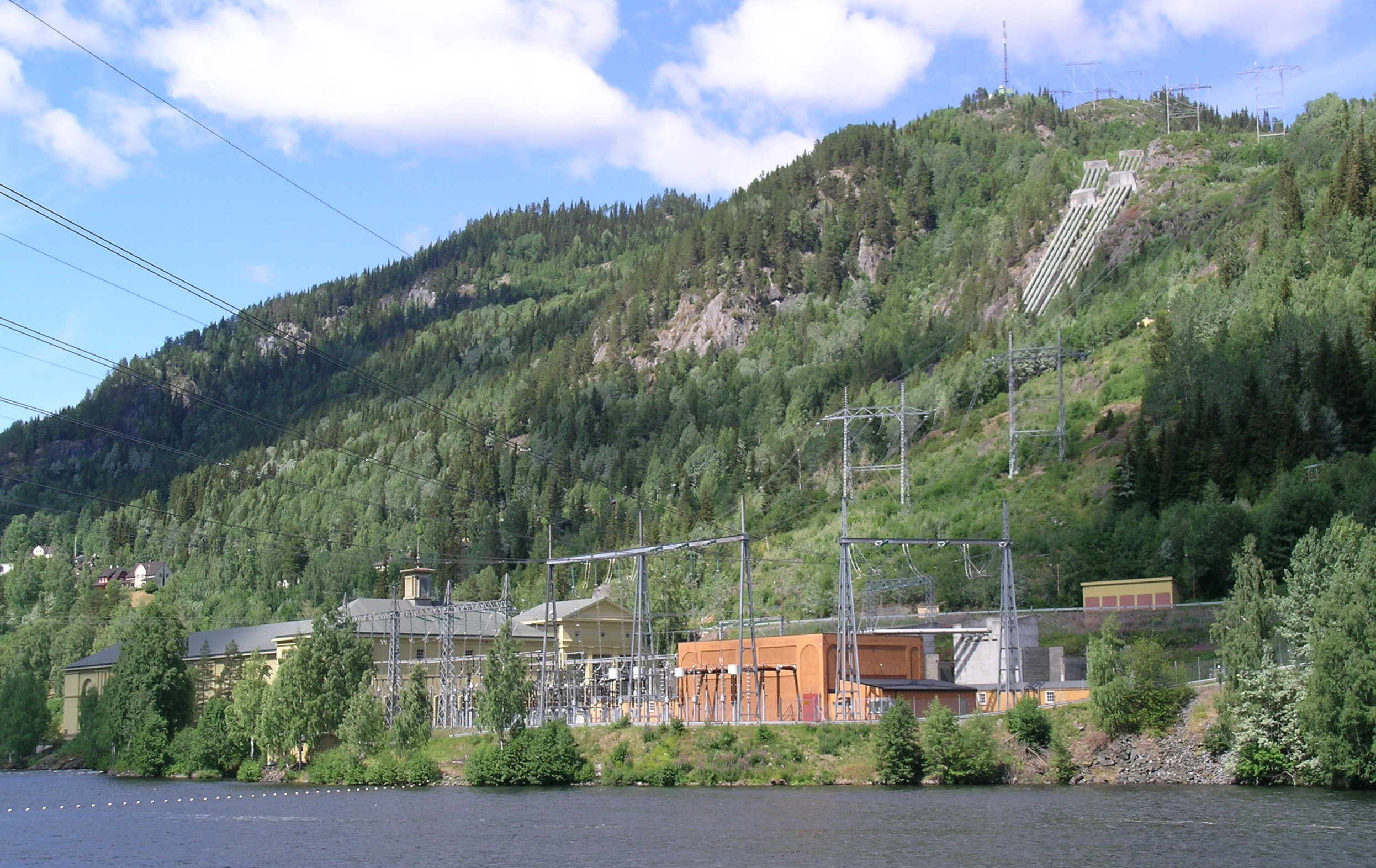
Трансформаторний майданчик станції

У 1928-му станцію обладнали чотирма турбінами типу Пелтон, до яких потім додали по одній у 1939, 1942, 1943 та 1955 роках. Наразі ГЕС працює з вісьмома гідроагрегатами потужністю по 27 МВт (загальна потужність станції 206 МВт). При напорі у 361 метр вони забезпечують виробництво 1137 млн кВт-год електроенергії на рік.
Відпрацьована вода потрапляє у водосховище греблі Rødbergdammen, звідки прямує далі на ГЕС Nore II.
Видача продукції відбувається по ЛЕП, розрахованій на роботу під напругою 132 кВ.

## Операція Sunshine
В кінці 1944 року з Великої Британії в район станції, яка на той час була найпотужнішим об'єктом електроенергетики в Норвегії, закинули групу спеціального призначення. Вона мала завдання організувати прийом зброї та сформувати підпілля для захисту ГЕС від можливого руйнування німцями при відступі. Всього вдалось мобілізувати з цією метою до 900 осіб з числа місцевого населення, проте їх участь, на щастя, не знадобилась.